# Punta de Passet
La Punta de Passet, o de Celestí Passet, és una muntanya que es troba en el terme municipal de la Vall de Boí, a l'Alta Ribagorça; i dins el Parc Nacional d'Aigüestortes i Estany de Sant Maurici.
El nom li ve de Célestin Passet, que juntament amb Henry Brulle i Jean Bazillac van coronar el veí Pic de Comaloforno el 25 de juliol 1882.

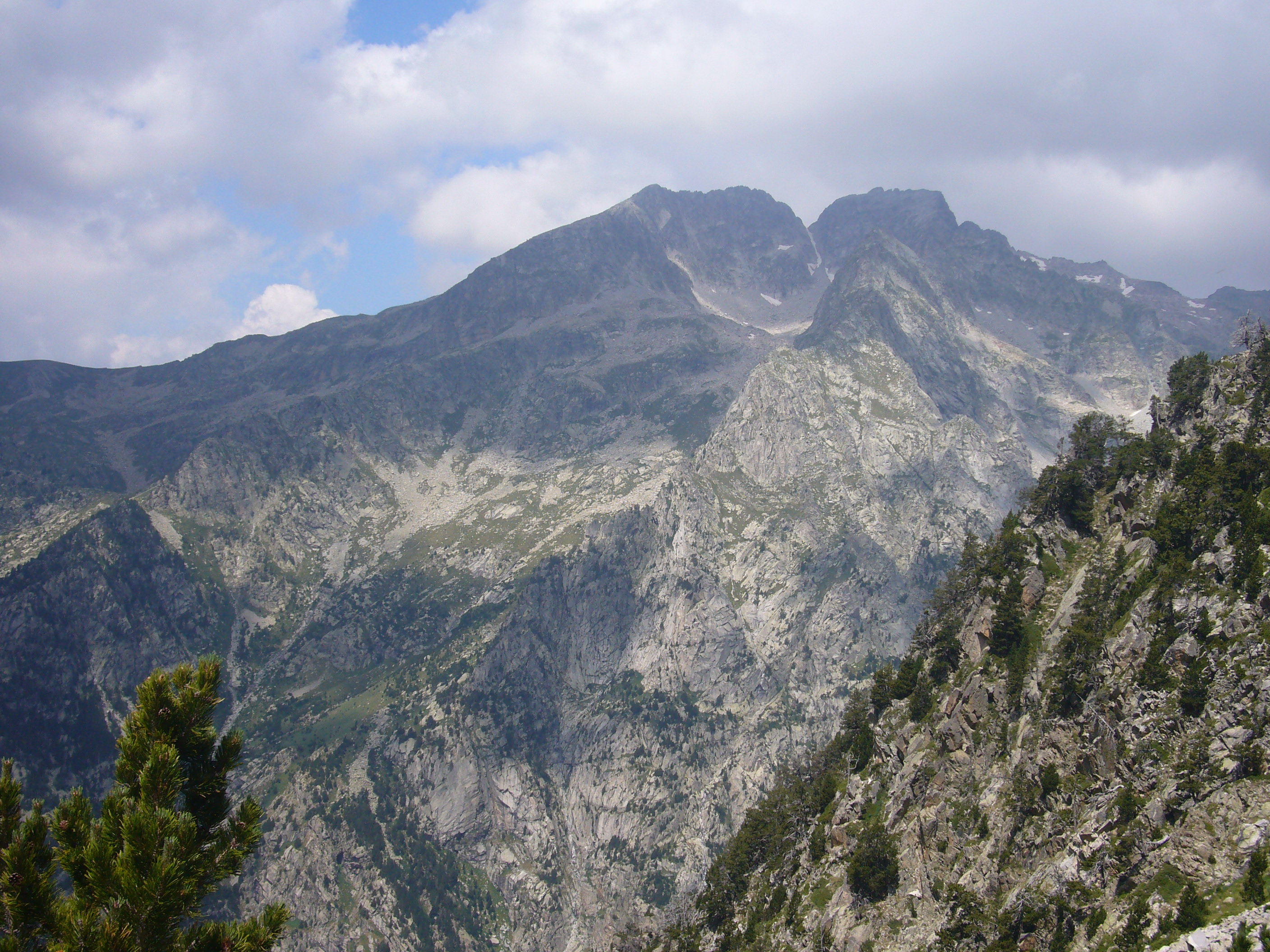
Els Besiberris des del Barranc de Comalesbienes (Imatge amb anotacions)

El pic, de 2.997,6 metres d'altitud, amb una prominència de 59 m, es troba en la cresta del Massís de Besiberri, en el tram que separa l'occidental Vall de Besiberri de l'oriental Ribera de Caldes. Està situat al sud del Pic de Comaloforno i al nord de la Punta de Lequeutre.
Va ser considerat durant cert temps un dels 3.000 dels Pirineus, fins que noves mesures confirmaren la seva alçada real, per sota dels 3.002 metres.

## Rutes[3]
Des del desguàs de l'Estany Gémena de Baix cal anar en direcció NE per remuntar per la carena de la Serra Plana fins a la Punta de Lequeutre. L'aresta que uneix els dos cims és aèria i afilada. El pas clau és un tall partit per un diedre que té pocs llocs on agafar-se. Per la baixada d'aquest pas cal una corda i rapelar. Cal seguir pel costat de llevant una zona complicada en la qual haurem de superar uns blocs fins al cim. Calen unes 6 hores per superar els 1300 metres de desnivell que hi ha des de la presa de Cavallers.